# Moneni Pirates Football Club
El Moneni Pirates es un equipo de fútbol de Suazilandia que milita en la Primera División de Suazilandia, la liga de fútbol más importante del país.

## Historia
Fue fundado en la ciudad de Manzini y cuenta con una rivalidad local con los otros dos equipos de la ciudad, el Manzini Wanderers y el Manzini Sundowns, más aún cuando juegan en la máxima categoría de Suazilandia. Nunca ha sido campeón de liga, pero ha ganado 3 torneos de copa domésticos.
A nivel internacional han participado en 4 torneos continentales, donde su mejor participación ha sido en la Copa CAF 1994, en la que fue eliminado en la segunda ronda por el AFC Leopards de Kenia.

## Palmarés
- Copa de Suazilandia: 3

1987, 1988, 2015
- Suazi Telecom Charity Cup: 1

2009

## Participación en competiciones de la CAF
| Temporada | Torneo          | Ronda      | Club             | Casa | Visita | Global |
| --------- | --------------- | ---------- | ---------------- | ---- | ------ | ------ |
| 1989      | Recopa Africana | Preliminar | RLDF             | 2-0  | 0-1    | 2-1    |
| 1989      | Recopa Africana | 1          | Power Dynamos FC | 1-1  | 0-5    | 1-6    |
| 1990      | Recopa Africana | Preliminar | Vital'O FC       | 0-0  | 1-6    | 1-6    |
| 1992      | Copa CAF        | 1          | Nakivubu Villa   | 1-3  | 1-2    | 2-5    |
| 1994      | Copa CAF        | 2          | AFC Leopards     | 0-1  | 0-2    | 0-3    |

## Jugadores destacados
- Jan Simulambo